# Fluctuació quàntica
En física quàntica, la fluctuació quàntica és un canvi temporal en la quantitat d'energia en un punt en l'espai, com a resultat del principi d'incertesa enunciat per Werner Heisenberg.
D'acord amb una formulació d'aquest principi energia i temps es relacionen de la següent manera:
{\displaystyle \Delta E\Delta t\approx {h \over 2\pi }}
Això significa que la conservació de l'energia pot semblar violada, però només per períodes. Això permet la creació de parells partícula-antipartícula de partícules virtuals. L'efecte d'aquestes partícules és mesurable, per exemple, en la càrrega efectiva de l'electró, diferent de la seva càrrega "nua". En una formulació actual, l'energia sempre es conserva, però els estats propis del Hamiltonià no són els mateixos que els de l'operador del nombre de partícules, és a dir, si està ben definida l'energia del sistema no està ben definit el nombre de partícules d'aquest, i viceversa, ja que aquests dos operadors no commuten.